# Эйну
Эйну или абдалы (уйг. ئابدال, Абдал‎, кит. упр. 艾努, пиньинь àinǔ) — субэтническая группа уйгуров, возможно, отдельный этнос (южные склоны Тянь-Шаня, уезды Хотан, Лоп, Каракаш, Яркенд, Янгигисар, Янгишар Синьцзян-Уйгурского автономного района), по-китайски айну, по-уйгурски абдал.
В Синьцзян-Уйгурском автономном районе Шуле, Инцзиша, Шаче, Бачу, Мою, Луопу, Хотан, городок Шорбак города Хотан и уйгурские деревни близ Лоп-Нура на краю Таримской котловины у южного подножия Тянь-Шаня. Горы в Синьцзян-Уйгурском автономном районе.Существует группа людей с уникальными привычками жизни и особым языком.
Эйну считают, что их предки произошли из Ирана или из более западных районов, их относят к цыганам. Численность около 100 тыс., точные данные отсутствуют. Известно лишь, что в деревне Гивоз уезда Хотан, где в 1976 году китайские языковеды изучали язык эйну, их насчитывалось около 1 тыс. человек.
Верующие эйну — мусульмане.
Дистанцируются от уйгуров, к которым их причисляет законодательство КНР.
Семья моногамная.
Живя дисперсно, эйну изолированы от местного населения и нередко считаются презираемой кастой.
Основные занятия — пашенное земледелие, скотоводство, ремёсла, распространено попрошайничество, пение, исполнение музыки, различных услуг. Некоторые эйну-горожане торгуют лекарственными травами.
Дома глинобитные местного типа, прежде были распространены чёрные шерстяные палатки.
Одежда у мужчин — длинная белая туникообразная рубаха, у женщин — юбка и кофта с нашитыми металлическими украшениями.
Богат повествовательный, песенный, танцевальный и музыкальный фольклор.

## Этноним
Термин эйну имеет неясное происхождение. Уйгуры и другие соседние народы называют этот этнос абдали, термином, который сильно не нравится самим эйну. Исторические известия о группе населения с названием абдал, абдали прослеживаются с I тыс. н.э, когда она упоминается в сочинениях сирийских и греческих авторов. Народ этот больше известен в научной литературе как эфталиты. Если место возникновения этого народа до сих пор дискутируется, то этническая принадлежность признаётся большинством современных авторов: это были в основе своей среднеазиатские племена, восточноиранские по языку. Ещё видный немецкий востоковед Йозеф Маркварт сопоставил древнее имя эфталитов с названием крупной группы современных афганских (то есть также восточноиранских по языку) племён — абдалов. Кроме этого, этноним абдал зафиксирован среди названий родо-племенных подразделений тюркоязычных народов Центральной Азии — туркмен (так называлось одно из крупнейших современных туркменских племён — чоудоров, живших в XVIII—XIX вв. в северном Хорезме, на Мангышлаке и в Турции) и узбеков-локайцев. Роды абдел встречаются также в составе башкир. Предположение о тождественности абдалов цыганам ныне окончательно опровергнуто. Оно, по-видимому, связано со вторым (помимо функции этнонима) значением термина абдал. Со времён средневековья в Турции и, возможно, в Центральной Азии существовало объединение дервишей каляндаров, также известных под названием абдали. Все данные о восточнотуркестанских абдалах-эйну свидетельствуют о сочетании обоих значений этого термина в Восточном Туркестане конца XIX — начала XX в.

## Расселение
В конце XIX — начала XX в. в Восточном Туркестане небольшие колонии абдали были отмечены в разных оазисах. Хотя их основным занятием уже было земледелие (т. е. они были оседлы) и даже славились своим ковроткачеством, в среде абдали процветало и профессиональное нищенство. Абдали жили относительно замкнуто, не посвящая чужих в свою жизнь, что типично для исмаилитов или шиитов в суннитской среде. Экспедиция французского путешественника Жюля-Леона Дютрей де Рена встретила группу абдали в Керие и Черчене. По сведениям французских учёных, абдали считали себя потомками персидских шиитов, некогда принесших ислам в Восточный Туркестан.

## Религия
Участник экспедиции Дютрей де Рена, французский исследователь Фернан Гренар обратил внимание на то, что абдалы стремились к переходу в суннизм, но сохраняли некоторые следы своей принадлежности к шиитам: они тайно практиковали отдельные шиитские ритуалы, такие, как почитание имамов как потомков Али. В большой секретности они отмечали ежегодный траур по Али, демонстрируя точно такую же печаль, какая принята среди шиитов. В связи с этим Гренар считал эйну древними шиитскими колонистами, которые позже были угнетены более поздними суннитскими переселенцами и сведены к низкому социальному положению. Утратив свой прежний статус и средства к существованию после упадка Великого Шёлкового пути, они стали родниться с уйгурами.

## Язык
Большинство айну говорит по-уйгурски, незначительное число также по-китайски. Многие мужчины также говорят в быту на языке эйну, или айнийском — некоторые исследователи считают его тюркским языком карлукской группы с преобладанием иранской лексики. Существует также мнение, что язык эйну западно-иранской группы индоевропейской семьи, но испытал сильное структурное и грамматическое влияние уйгурского языка. Заимствования из уйгурского языка, включая заимствования из персидского и арабского языков, составляют 3000 из 4200 известных науке слов эйну, то есть 65 %.